# هارمونی‌نگار

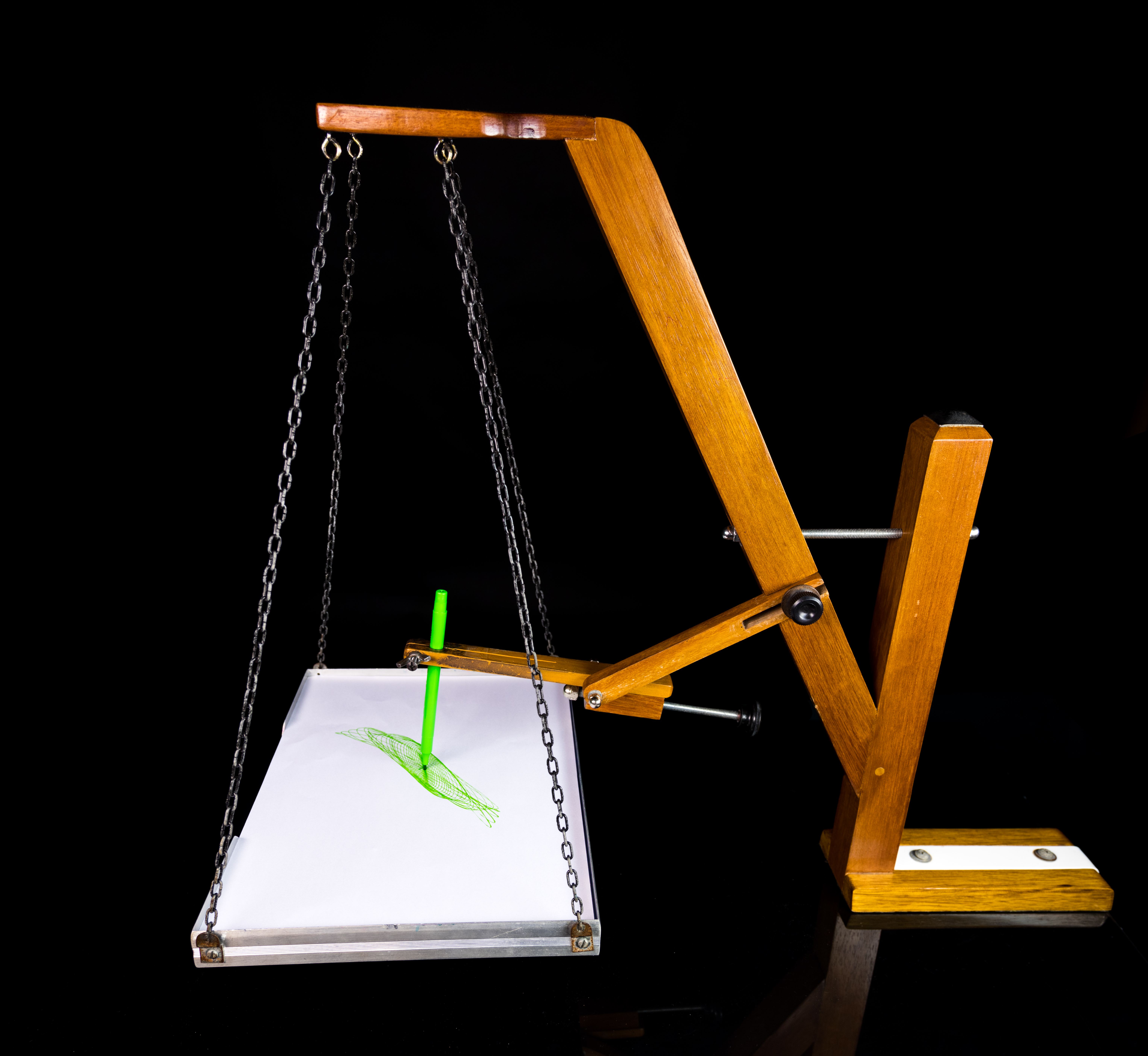
هارمونی‌نگار

هارمونی‌نگار (به انگلیسی: Harmonograph) یک دستگاه مکانیکی است که از آونگ برای ایجاد یک تصویر هندسی استفاده می‌کند. نقشه‌های ایجاد شده معمولاً منحنی‌های لیساژو یا ترسیم‌های مرتبط با پیچیدگی بیشتر هستند. این دستگاه‌ها که در اواسط قرن نوزدهم پدیدار شدند و در دهه ۱۸۹۰ به اوج محبوبیت رسیدند، نمی‌توان به‌طور قطعی به یک فرد نسبت داد، اگرچه معمولاً اعتقاد بر این است که هیو بلکبرن، استاد ریاضیات در دانشگاه گلاسکو، مخترع رسمی آن است.

## آونگ بِلَکبِرن

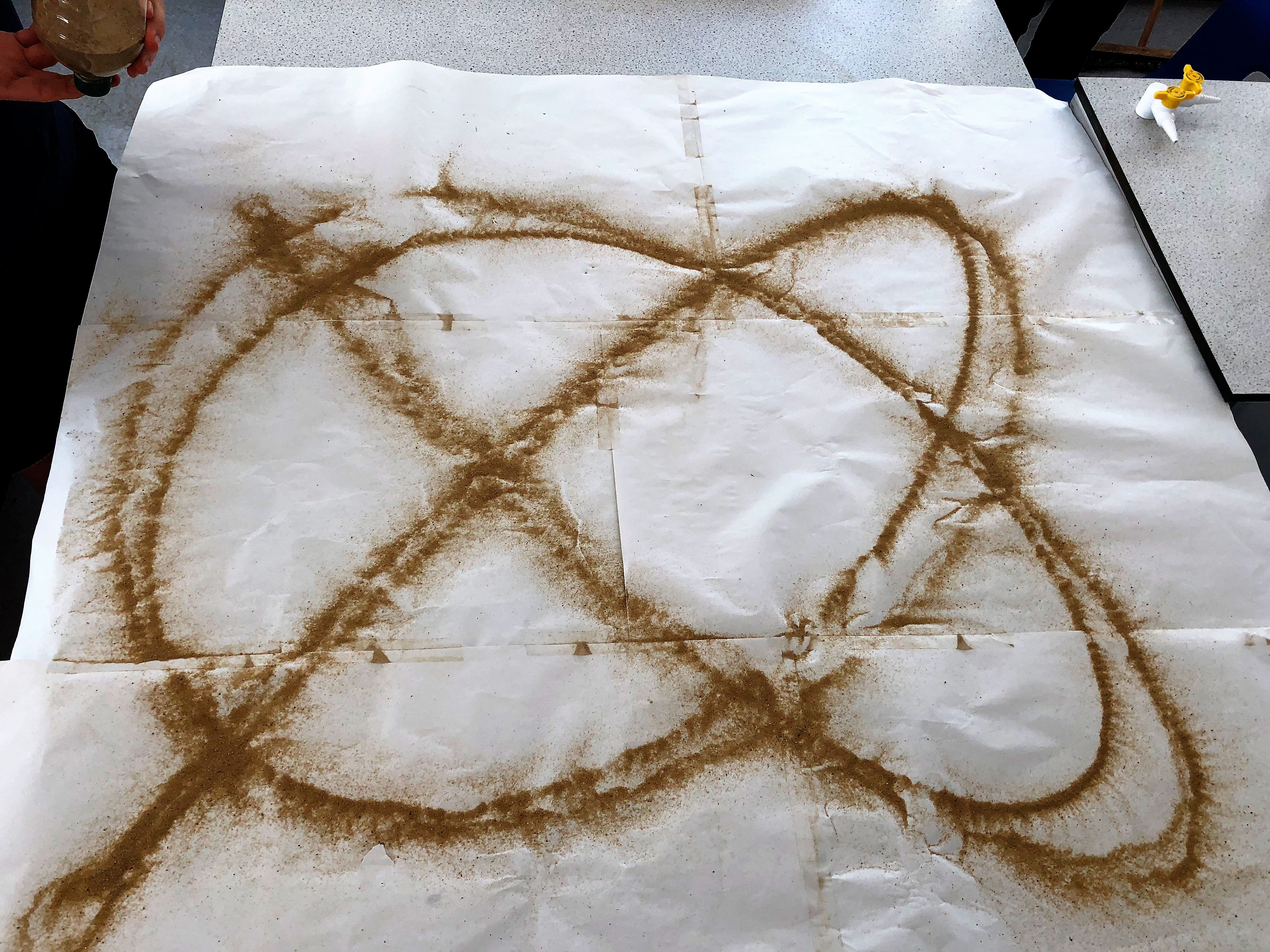
شکل لیساژو، ساخته‌شده با رهاکردن شن و ماسه از ظرفی در انتهای یک آونگ دوتایی

آونگ بلکبرن وسیله ای برای نمایش حرکت هارمونیک ساده است که به افتخار هیو بلکبرن که آن را در سال ۱۸۴۴ توصیف کرد نامگذاری شد. این اولین بار توسط جیمز دین در سال ۱۸۱۵ مورد بحث قرار گرفت و توسط ناتانیل بودیچ در همان سال به صورت ریاضی تجزیه و تحلیل شد. یک شاقول از یک رشته‌ای آویزان است که به نوبه خود از یک جفت رشته V-شکل آویزان است، به طوری که آونگ به‌طور همزمان در دو جهت عمودبرهم با دوره‌های مختلف نوسان می‌کند. در نتیجه باب مسیری شبیه منحنی لیساژو را دنبال می‌کند. این دستگاه متعلق به خانواده دستگاه‌های مکانیکی است که به هارمونی‌نگار معروف هستند.
کتب درسی فیزیک اواسط قرن بیستم گاهی از این نوع آونگ به عنوان یک آونگ دوتایی یاد می‌کنند.

## نگارخانه

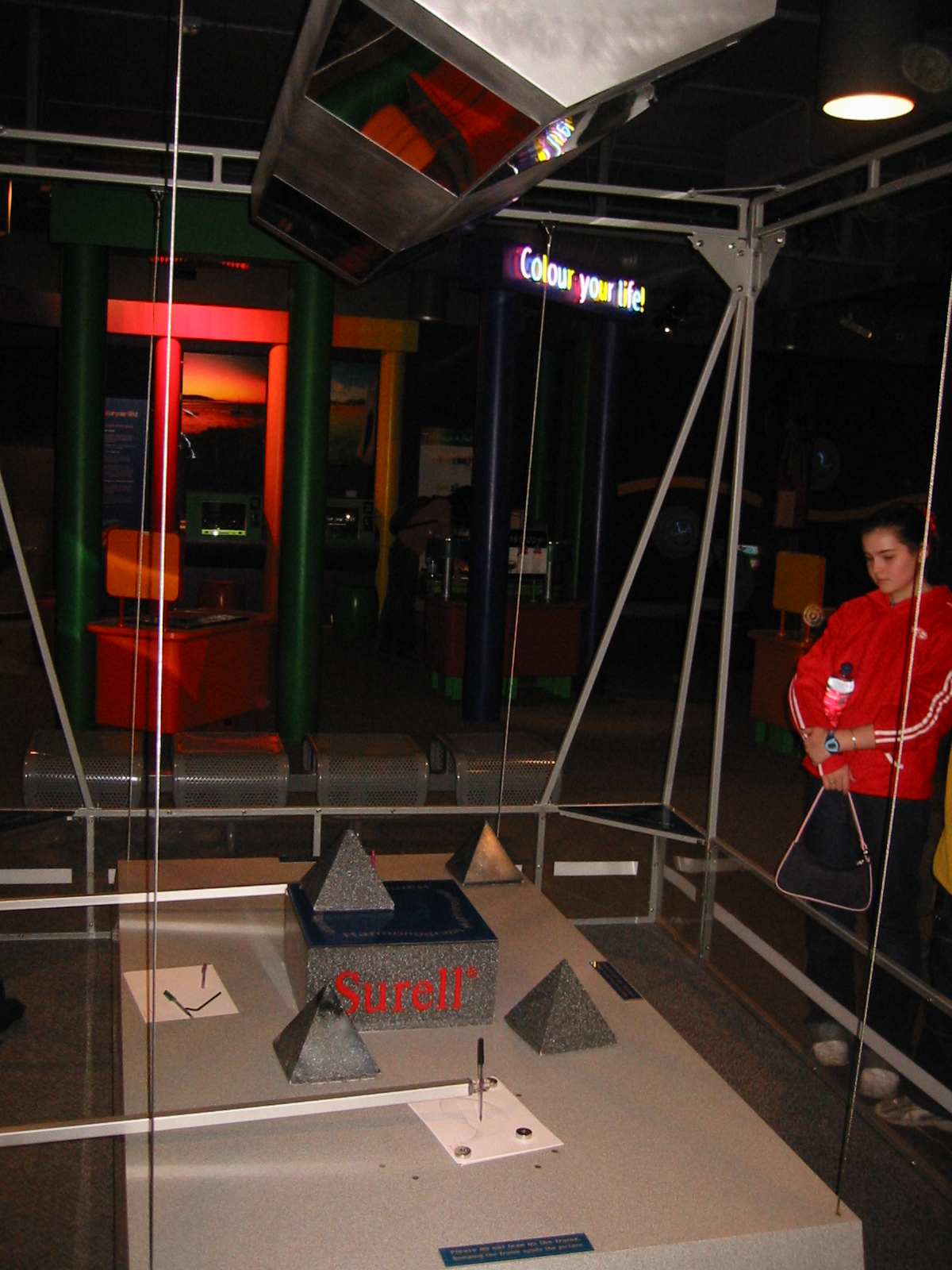
هارمونی‌نگار در Questacon در کانبرا ، استرالیا
A figure produced by a simple lateral harmonographشکلی که توسط هارمونی‌نگار افقی ساده تولید می‌شود
A figure produced by a simple lateral harmonographشکلی که توسط هارمونی‌نگار افقی ساده تولید می‌شود
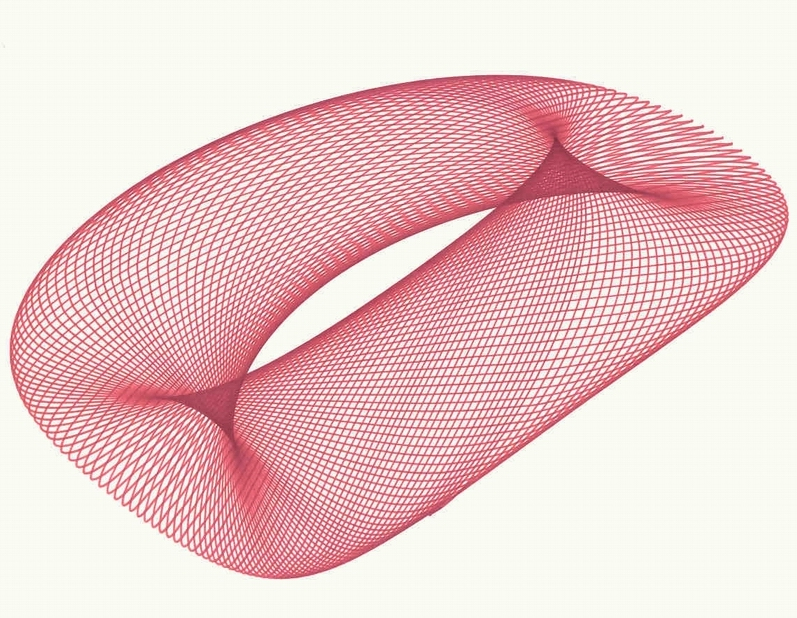
شکلی که توسط پیسه‌نگار (به انگلیسی: pintograph) تولید شده‌است
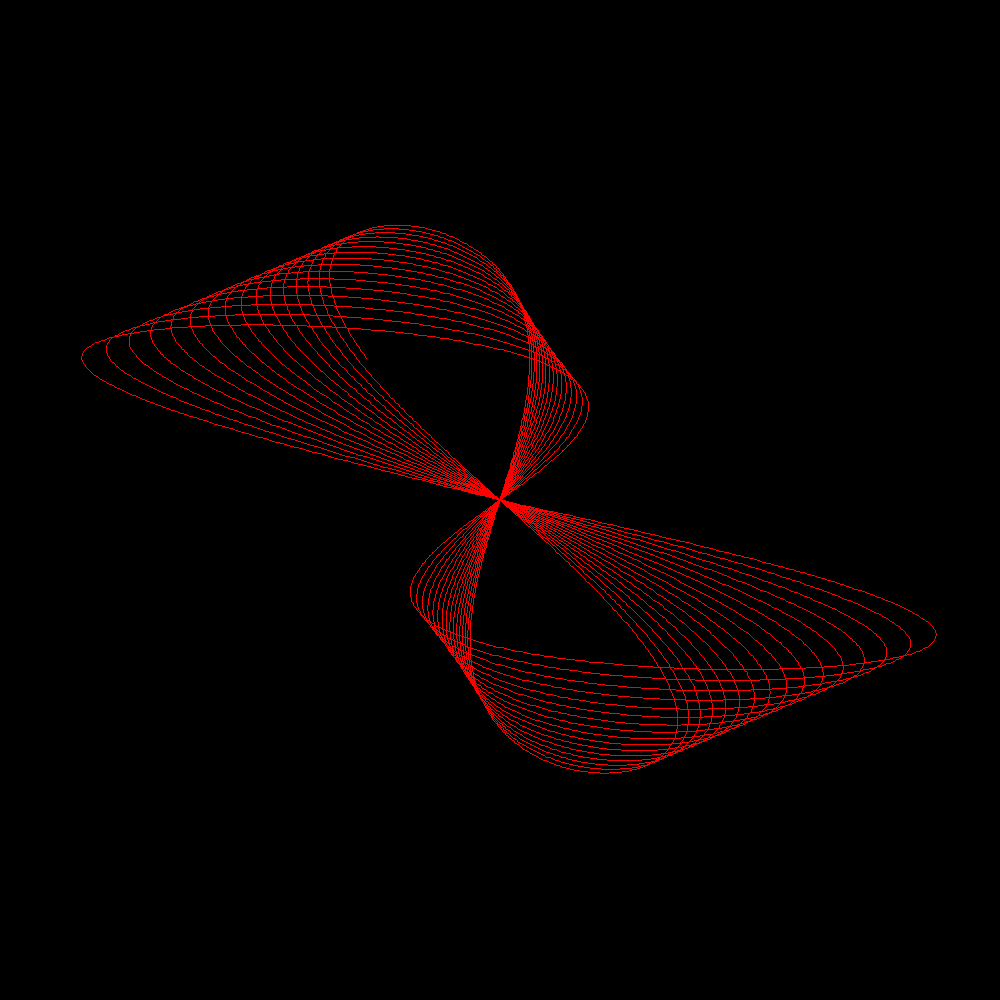
شکل هارمونی‌نگاری رایانه‌ساز

## یادداشت
1. ↑  Turner, Steven (February 1997). "Demonstrating Harmony: Some of the Many Devices Used To Produce Lissajous Curves Before the Oscilloscope". Rittenhouse. 11 (42): 41.
2. ↑  Pook, Leslie Philip (2011). Understanding Pendulums: A Brief Introduction. Springer. ISBN 978-9-40-073634-4.
3. ↑  Baker, Gregory L.; Blackburn, James A. (2005). The Pendulum: a case study in physics. Oxford. ISBN 978-0-19-156530-4.
4. ↑  Francis Sears and Mark W. Zemansky (1964). University Physics (3rd ed.). Addison-Wesley Publishing Company.